# Seweryn Smarzewski
Seweryn Walenty Konstanty Smarzewski herbu Zagłoba (ur. 18 lutego 1818 w Myślatyczach, zm. 16 marca 1888 w Wiedniu) – ziemianin, polityk demokratyczny poseł na Sejm Ustawodawczy w Kromieryżu, do Sejmu Krajowego Galicji i austriackiej Rady Państwa w Wiedniu,

## Życiorys
Ukończył gimnazjum we Lwowie, a następnie studiował prawo na uniwersytecie we Lwowie, oraz mechanikę na Politechnice Wiedeńskiej (1836-1837). Studiów nie ukończył. W latach 1839–1840 odbył podróż po Francji i Anglii.
Aktywny politycznie w okresie Wiosny Ludów. Już w marcu 1848 przeprowadził uwłaszczenie chłopów w dzierżawionych od ojca dobrach w powiecie mościskim. Był wiceprzewodniczącym Centralnej Rady Narodowej we Lwowie, gdzie należał do grona liberalnych demokratów skupionych wokół Wiktora Heltmana. Poseł do Sejmu Konstytucyjnego w Wiedniu i Kromieryżu (10 lipca 1848 – 7 marca 1849), wybrany w galicyjskim okręgu wyborczym Rohatyn. Współorganizator Gwardii Narodowej w Przemyślu. W parlamencie był przewodniczącym „Stowarzyszenia” skupiającego demokratycznych posłów polskich. 15 grudnia 1848 ogłosił w odezwie swoje ówczesne kredo polityczne. Stwierdzał w niej że «Posłowie polscy pragną Austrii takiej, której związek i podstawę stanowiłaby dobra wola narodów swobodnych, składających państw» oraz sprzeciwił się stosowaniu siły przeciwko powstaniu węgierskiemu.
Po rozwiązaniu parlamentu powrócił do kraju i zarządzał majątkami ojca w powiecie mościskim. Prowadził wspólne interesy z  Adamem Sapiehą, m.in. od 1860 dziennik "Głos" we Lwowie, a w 1867 zawiązał a nim spółkę budowy kolei na linii Lwów-Brody z odnogą do Złoczowa, która jednak szybko upadła. Poniósł wówczas znaczne straty. Był także współudziałowcem fabryki papieru w Czerlanach, która upadła w 1880,
Ziemianin, od 1864 właściciel dóbr Hankowice, Myślatycze i Tułkowice. Członek i działacz Galicyjskiego Towarzystwa Gospodarskiego, jego wiceprezes (25 czerwca 1861 – 18 maja 1862) oraz prezes (24 czerwca 1870 – 20 czerwca 1873). W latach 1861–1865 i 1869-1870 był członkiem Rady Powiatu i prezesem Wydziału Powiatowego w Mościskach.
Od 1861 działacz Polskiego Stronnictwa Demokratycznego. Poseł na galicyjski Sejm Krajowy I-V kadencji, wybierany w I kurii (wielkiej własności), z okręgu wyborczego Przemyśl. Mandat poselski pełnił  w latach 1861-1888 przez 5 kadencji aż do śmierci. Przez osiemnaście lat był członkiem od 1884 prezesem komisji budżetowej, a od roku 1880 był generalnym referentem budżetu krajowego w Sejmie. W latach 1861–1865 departamentem spraw gminnych w Wydziale Krajowym, prowadził także referat spraw gminnych w Sejmie. W 1872 na jego wniosek Sejm uchwalił bezpłatną naukę w szkołach ludowych.
Poseł do austriackiej Rady Państwa kadencji IV (17 grudnia 1872 – 21 kwietnia 1873), V (5 listopada 1873 – 22 maja 1879), VI (7 października 1879 – 23 kwietnia 1885) i VII (22 września 1885 – 16 marca 1888), wybieranym z kurii I (wielkiej własności) w okręgu wyborczym nr 10 (Jaworów-Mościska-Cieszanów). Ze względu na początkowy krytyczny stosunek do udziału Polaków w austriackim parlamencie nie przyjął wyboru do Rady Państwa dokonanego 15 września z okręgu rzeszowskiego. Po zmianie zdania przyjął mandat w wyborach uzupełniających po rezygnacji Juliana Kłaczki. Po jego śmierci mandat objął Włodzimierz Kozłowski. W parlamencie należał do frakcji posłów demokratycznych Koła Polskiego w Wiedniu.
Pochowany został na Cmentarzu Centralnym w Wiedniu (Wiener Zentralfriedhof). Pomnik na jego grobie postawili koledzy parlamentarni ale nie zachował się do naszych czasów.

## Rodzina i życie prywatne
Urodził się w zamożnej ziemiańskiej rodzinie. Był synem uczestnika wojen napoleońskich i powstańca listopadowego Marcina (1788-1866) i Eufemii z Kraińskich (1800-1869). W 1855 poślubił Józefę z Drzewieckich, z którą miał syna Tadeusza (1857-1938) i cztery córki: Anielę, Stefanię, Marię i Zofię.